# 卡温顿 (路易斯安那州)
卡温顿（Covington）位于美国路易斯安那州东部，是圣坦曼尼堂区的治所所在。
根据2000年美国人口普查，共有8,483人，其中白人占77.45%、非裔美国人占20.17%。
30°28′44″N 90°06′15″W / 30.4789°N 90.1042°W